# In Between (Beartooth)
In Between è un singolo del gruppo musicale statunitense Beartooth, il terzo estratto dal loro album di debutto Disgusting, pubblicato il 7 maggio 2015.

## Video musicale
Il video ufficiale del brano, pubblicato il 7 aprile 2015, è stato diretto da Drew Russ.

## Formazione
- Caleb Shomo – voce, chitarra elettrica, basso, batteria

## Classifiche
| Classifica (2015)             | Posizione massima |
| ----------------------------- | ----------------- |
| Stati Uniti (mainstream rock) | 20                |